# Jeantes
Jeantes est une commune française située dans le département de l'Aisne, en région Hauts-de-France.

## Géographie
- 1Carte dynamique
- 2Carte OpenStreetMap
- 3Carte topographique
- 4Carte avec les communes environnantes

### Localisation

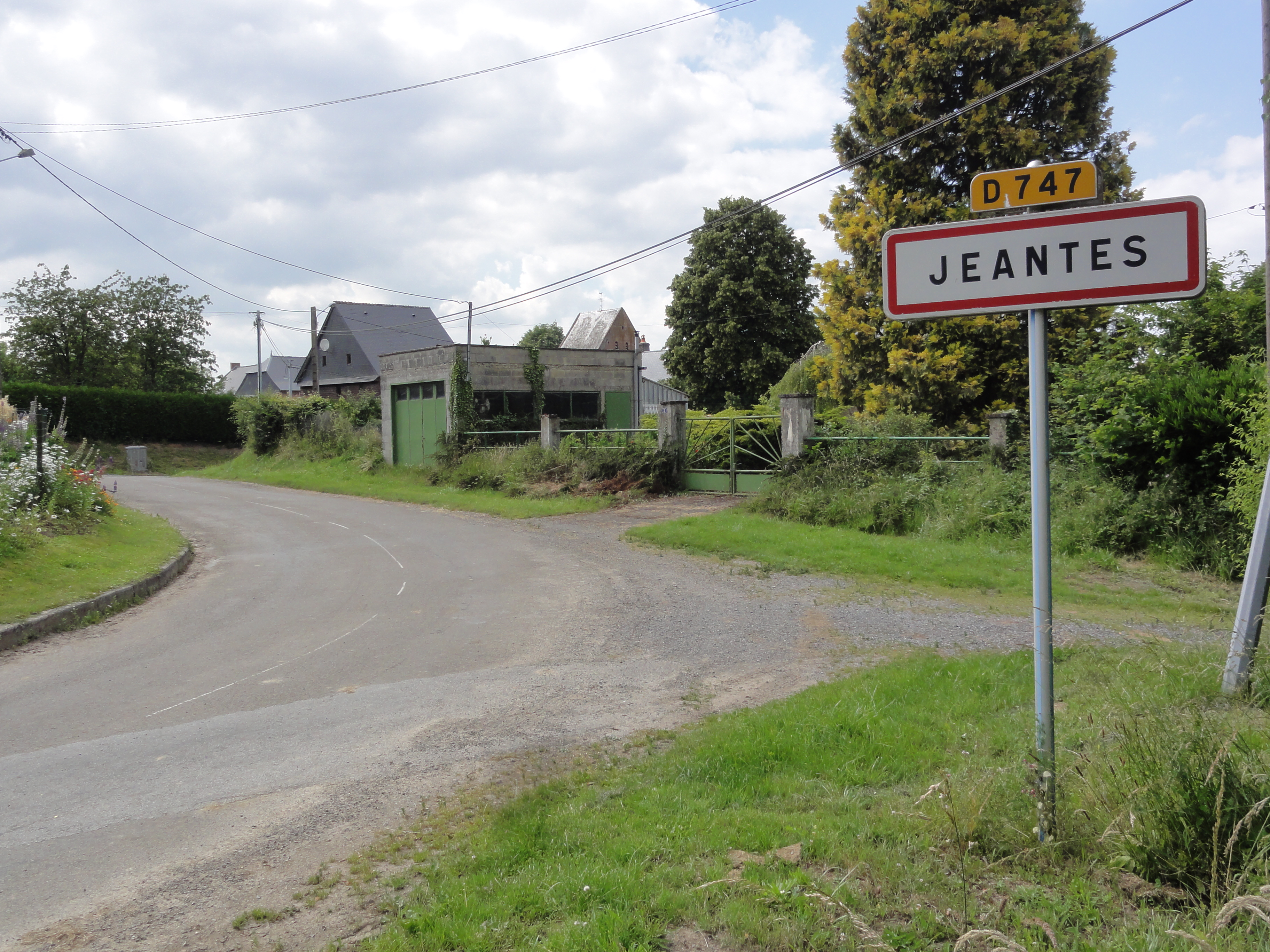
Entrée de Jeantes.
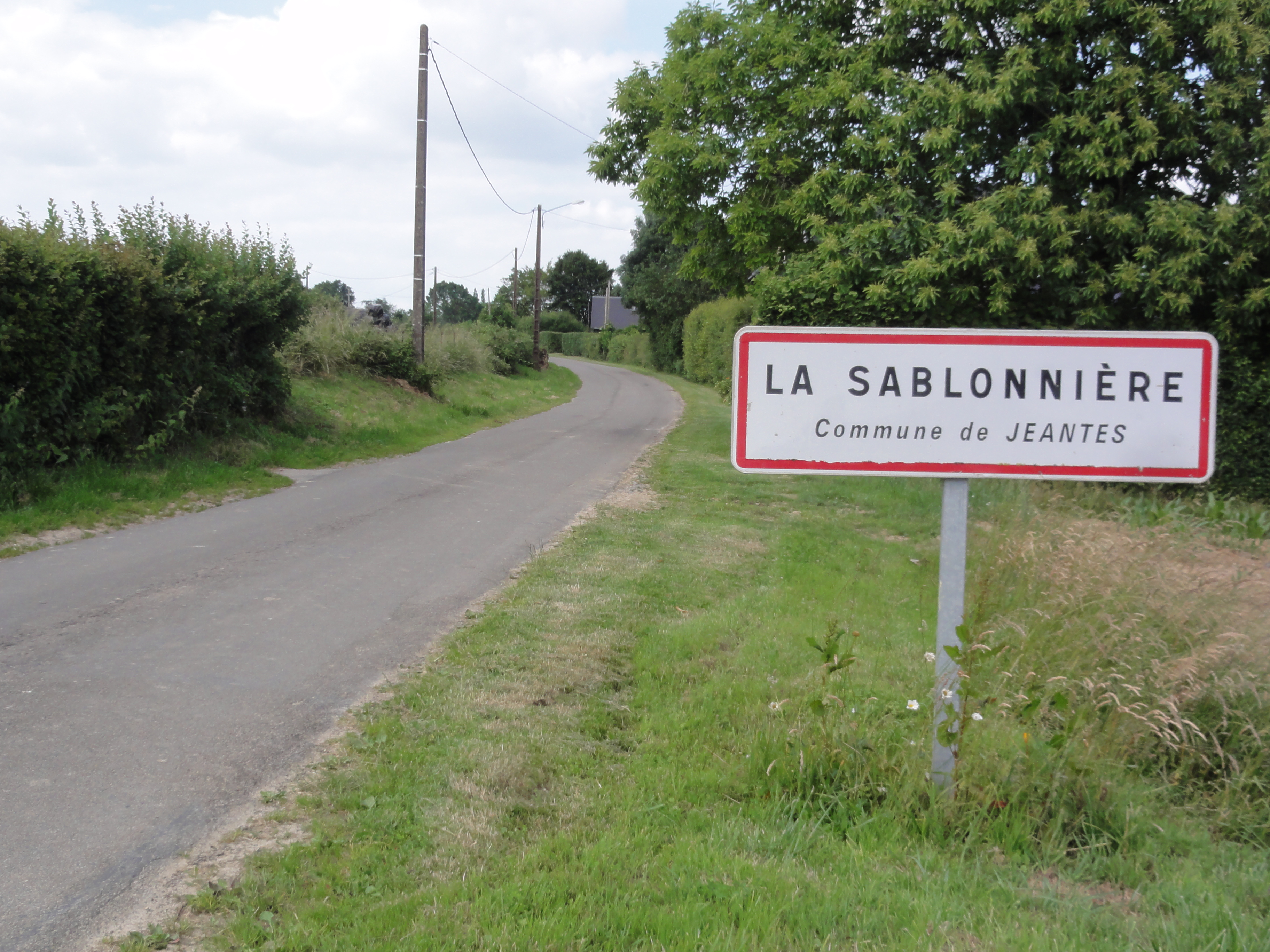
Entrée de La Sablonnière.
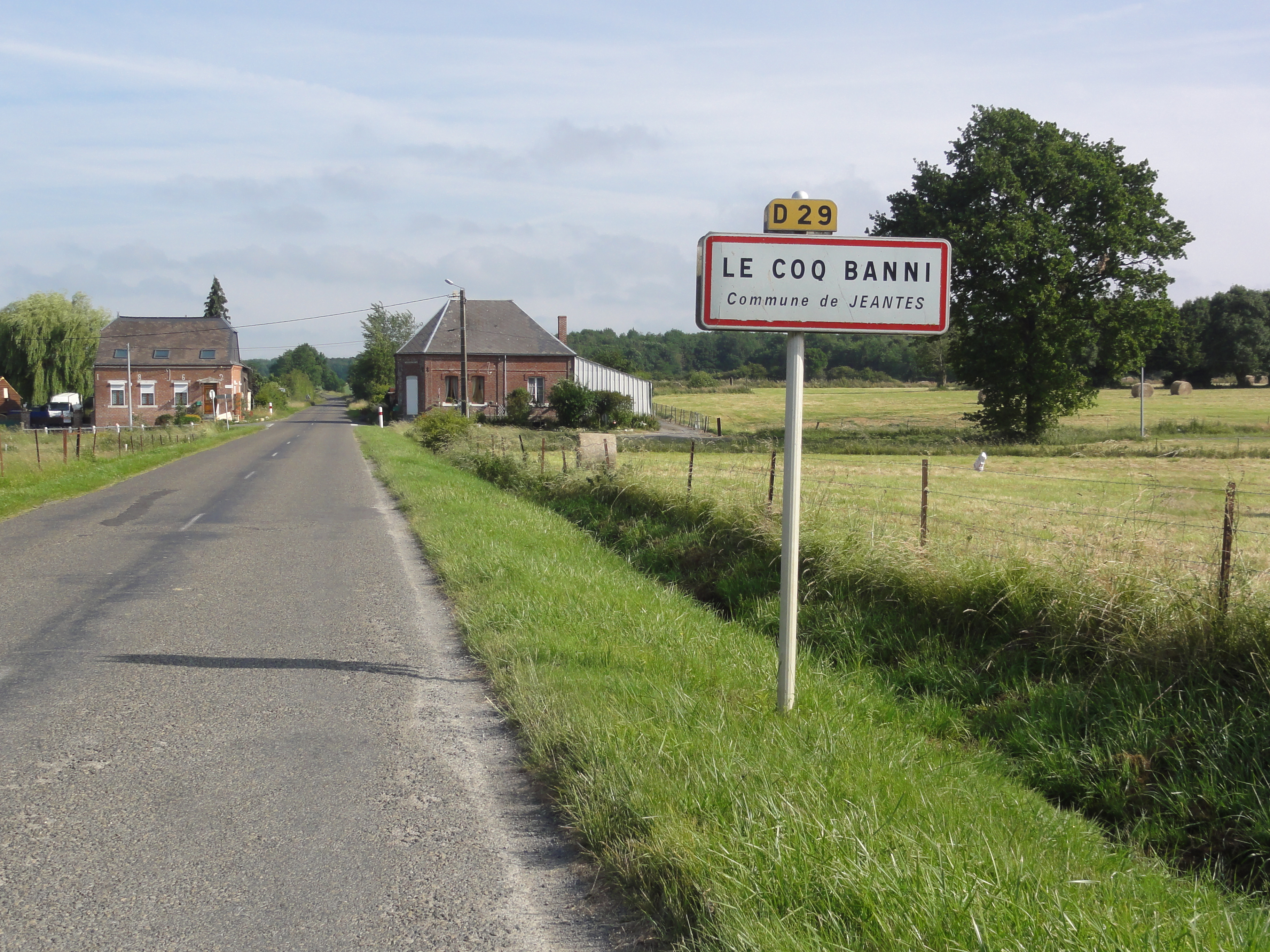
Entrée du Coq Banni.
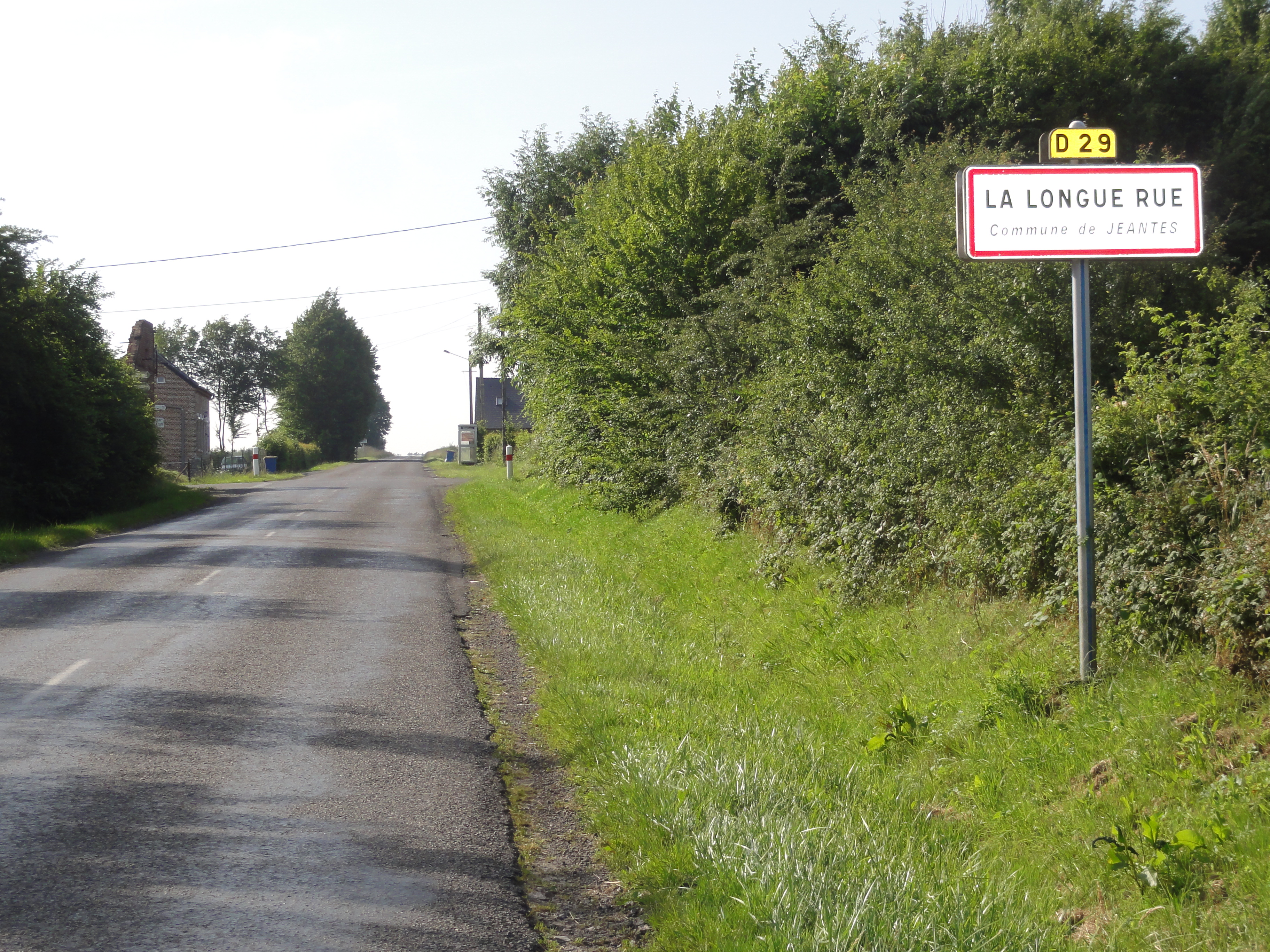
Entrée de La Longue Rue.

### Hydrographie
La commune est située dans le bassin Seine-Normandie. Elle est drainée par le Huteau, le fossé 01 de la commune de Jeantes, le fossé du Fond Placard, le ruisseau de la Longue Rue, le ruisseau du Coq Banni, le ruisseau du Fond Maupetit, le ruisseau du Robinet et un autre petit cours d'eau,.
Le Huteau, d'une longueur de 14 km, prend sa source dans la commune de Coingt et se jette  dans la rivière Brune en limite de Hary et de Thenailles, après avoir traversé six communes.

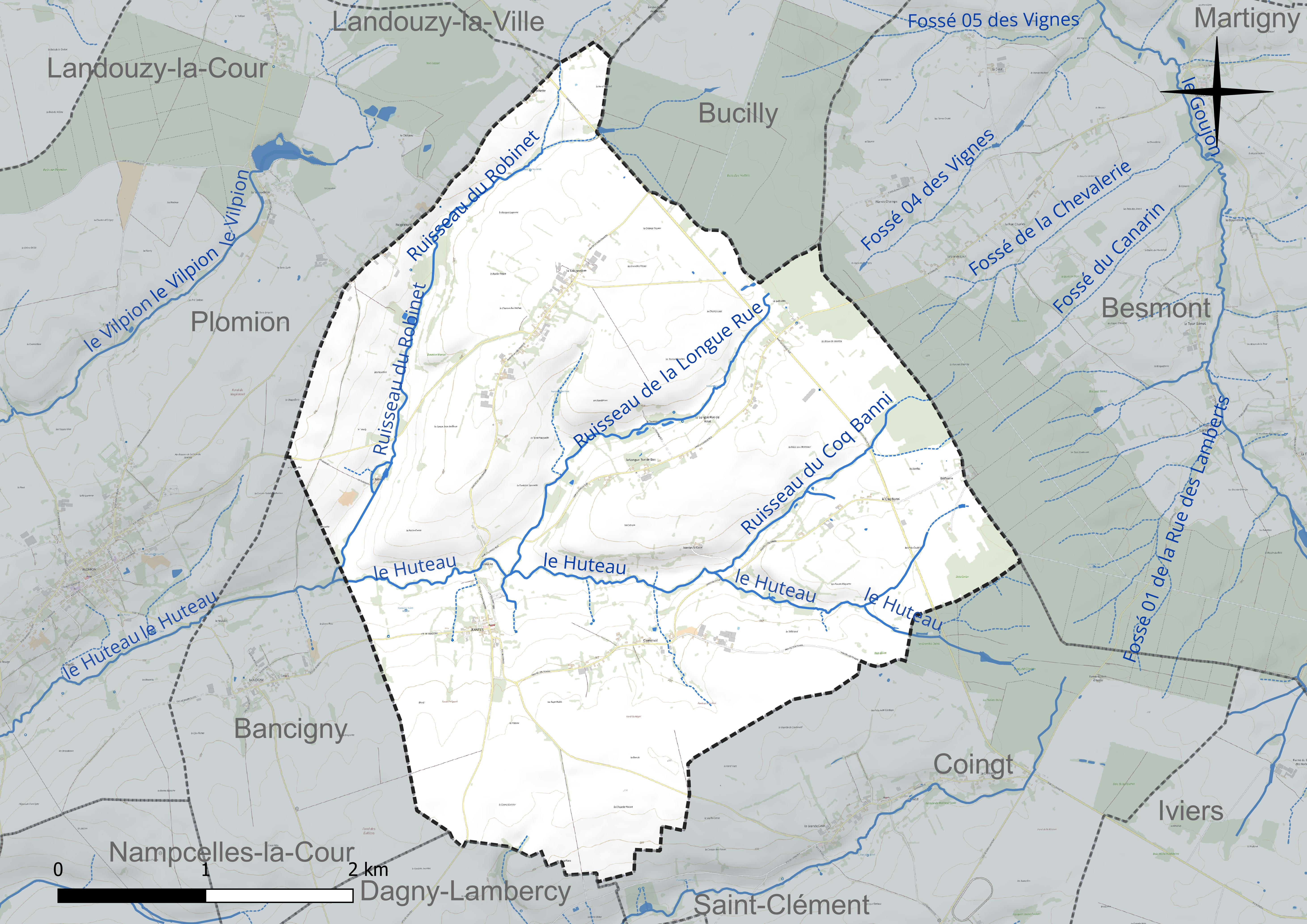
Réseau hydrographique de Jeantes.

### Climat
Pour des articles plus généraux, voir Climat des Hauts-de-France et Climat de l'Aisne.
En 2010, le climat de la commune est de type climat des marges montargnardes, selon une étude du CNRS s'appuyant sur une série de données couvrant la période 1971-2000. En 2020, Météo-France publie une typologie des climats de la France métropolitaine dans laquelle la commune est exposée à un climat océanique altéré et est dans la région climatique Nord-est du bassin Parisien, caractérisée par un ensoleillement médiocre, une pluviométrie moyenne régulièrement répartie au cours de l'année et un hiver froid (3 °C).
Pour la période 1971-2000, la température annuelle moyenne est de 9,7 °C, avec une amplitude thermique annuelle de 15,6 °C. Le cumul annuel moyen de précipitations est de 912 mm, avec 13,5 jours de précipitations en janvier et 9,7 jours en juillet. Pour la période 1991-2020, la température moyenne annuelle observée sur la station météorologique la plus proche, située sur la commune de Fontaine-lès-Vervins à 12 km à vol d'oiseau, est de 10,5 °C et le cumul annuel moyen de précipitations est de 826,3 mm,. Pour l'avenir, les paramètres climatiques de la commune estimés pour 2050 selon différents scénarios d'émission de gaz à effet de serre sont consultables sur un site dédié publié par Météo-France en novembre 2022.

## Urbanisme

### Typologie
Au 1er janvier 2024, Jeantes est catégorisée commune rurale à habitat très dispersé, selon la nouvelle grille communale de densité à 7 niveaux définie par l'Insee en 2022.
Elle est située hors unité urbaine et hors attraction des villes,.

### Occupation des sols
L'occupation des sols de la commune, telle qu'elle ressort de la base de données européenne d'occupation biophysique des sols Corine Land Cover (CLC), est marquée par l'importance des territoires agricoles (88,7 % en 2018), une proportion identique à celle de 1990 (88,7 %). La répartition détaillée en 2018 est la suivante : 
prairies (52,8 %), terres arables (32,3 %), zones urbanisées (7,8 %), zones agricoles hétérogènes (3,5 %), forêts (3,5 %).
L'évolution de l'occupation des sols de la commune et de ses infrastructures peut être observée sur les différentes représentations cartographiques du territoire : la carte de Cassini (XVIIIe siècle), la carte d'état-major (1820-1866) et les cartes ou photos aériennes de l'IGN pour la période actuelle (1950 à aujourd'hui).

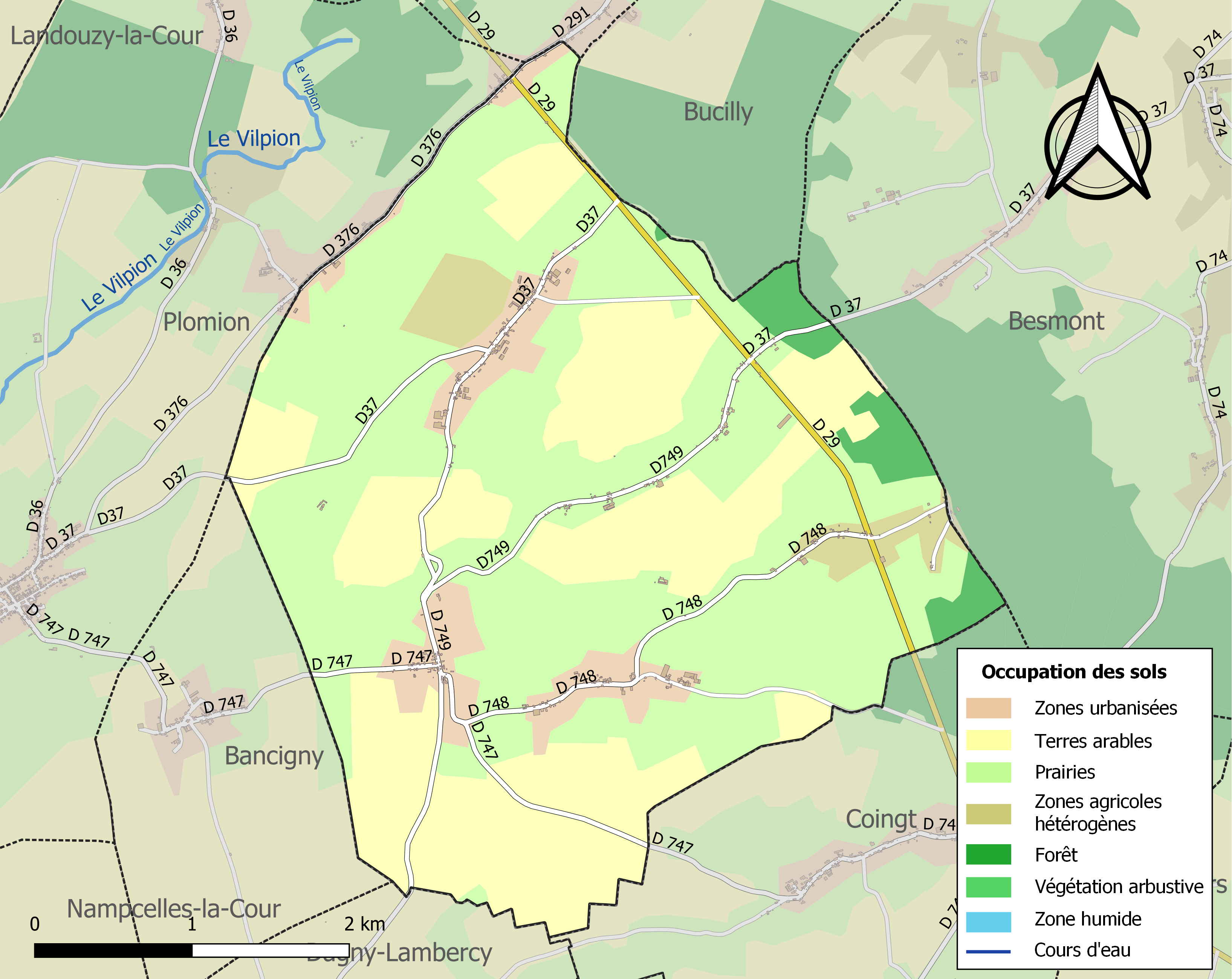
Carte de l'occupation des sols de la commune en 2018 (CLC).

## Toponymie
Le village est cité pour la première fois sous l'appellation de Jante au XIIe siècle (cartulaire de l'abbaye de Saint-Denis) ; Janta, Jantea, Janta-Villa, Jantes, Jante-en-Thiérache ; Jante-la-Ville  vers 1750 (carte de Cassini) ; Jeantes' au XIXe siècle.
Jeantes pourrait répondre à un nom celtique : cambita, formé sur cambo et qui signifie « courbe, courbure ».

## Histoire
Le site fut occupé dès l'époque gauloise et gallo-romaine, comme l'attestent les vestiges retrouvés. Seigneurie de l'abbaye de Clairfontaine au XIIIe siècle, le village (nommé « Jeante-la-ville » au XVIIe siècle) appartint aux comtes d'Apremont jusqu'à la Révolution française.
Patron : saint Martin.
Anecdote :

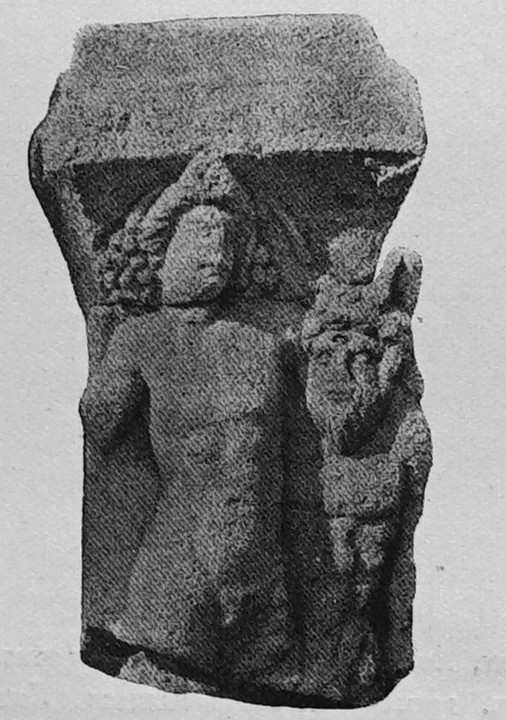
Fragment d'autel trouvé vers 1860 au lieu-dit Ereule.

Le Coq Banni fut un hameau populeux. On y relève l'existence d'un tailleur d'habits, de deux tonneliers, d'un laboureur et de manouvriers. Il n'y aura jamais d'école, on va à Coutenval, ou à La Longue Rue, ou tout simplement au village.
C'était vers l'année 1883 qu'une ferme y fut construite.
Carte de Cassini

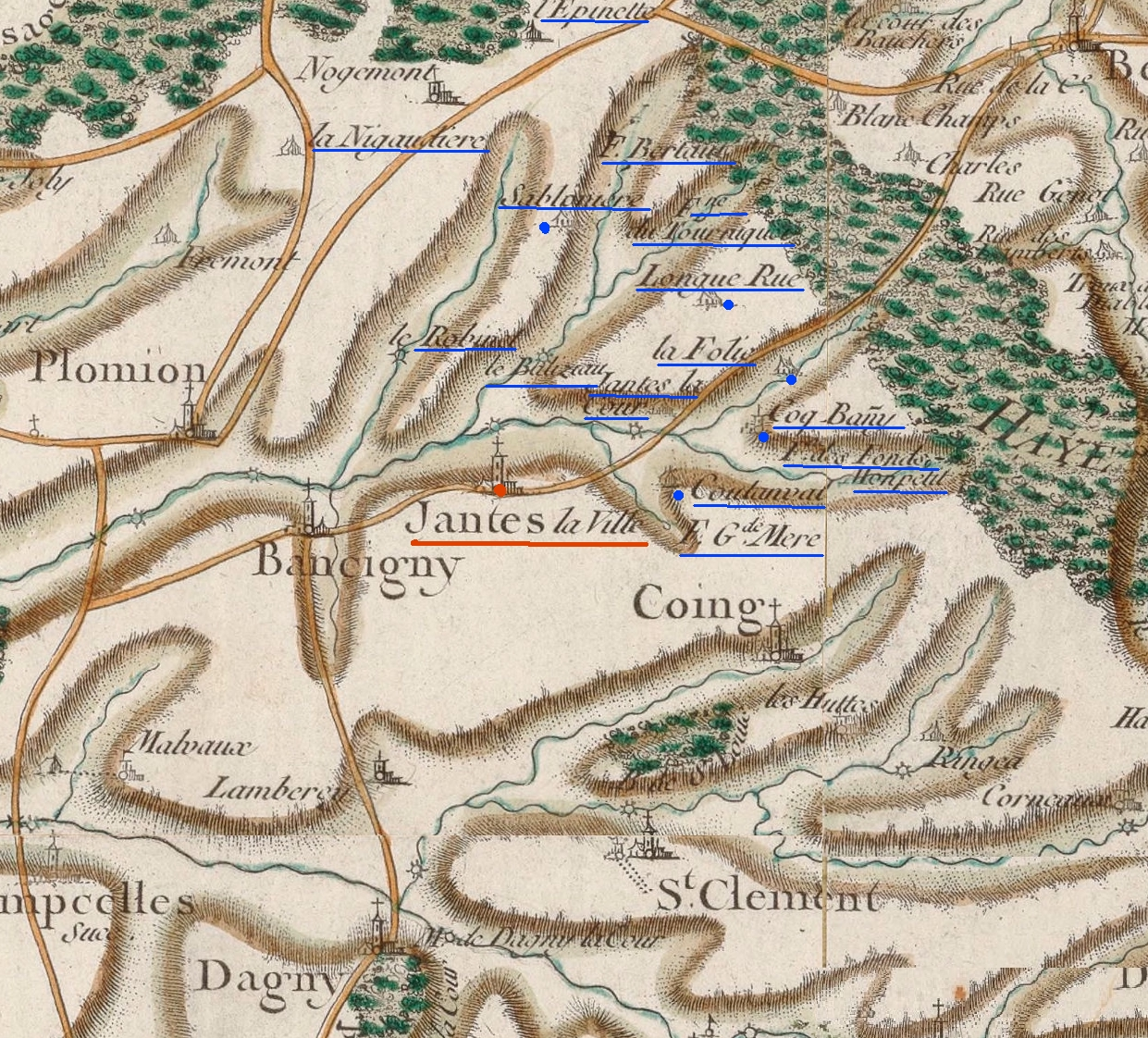
Carte de Cassini du secteur
(vers 1750).

La carte de Cassini montre qu'au XVIIIe siècle, la paroisse  de Jeantes  est un exemple typique de l'habitat dispersé thiérachien avec ses nombreux hameaux encore existants de nos jours 
- Jeantes-la-Cour, hameau dont la ferme et le moulin appartenaient autrefois à l'abbaye de Saint-Michel[20].
- le Coq Bany (aujourd'hui Coq Banni) qui s'écrivait Cocq Banny en 1676 et qui a donné son nom à un petit ruisseau de 3 km, affluent de la rivière Le Hutteau[22].
- le hameau de Coutenval
- la Longue-Rue
- la Sablonnière
- la Nigaudière et l'Epinette contiguës à la paroisse de Plomion

Cinq fermes dont la plupart ont disparu sont représentées sur la carte : la Ferme du Tourniquet, la Ferme des Fons-Monpetit, la ferme Grand-Mère, le ferme Bertaud et la ferme de la Folie qui a été détruite en 1805.

Quatre moulins à eau Le Robinet, Le Balizeau celui de Jante-la-Cour et celui de Jante-la-Ville sont symbolisés par une roue dentée sur les rivières.

## Politique et administration

### Découpage territorial
La commune de Jeantes est membre de la communauté de communes des Trois Rivières, un établissement public de coopération intercommunale (EPCI) à fiscalité propre créé le 29 décembre 1995 dont le siège est à Buire. Ce dernier est par ailleurs membre d'autres groupements intercommunaux.
Sur le plan administratif, elle est rattachée à l'arrondissement de Vervins, au département de l'Aisne et à la région Hauts-de-France. Sur le plan électoral, elle dépend du  canton d'Hirson pour l'élection des conseillers départementaux, depuis le redécoupage cantonal de 2014 entré en vigueur en 2015, et de la troisième circonscription de l'Aisne  pour les élections législatives, depuis le dernier découpage électoral de 2010.

### Administration municipale
| Période                                  | Période                       | Identité          | Étiquette | Qualité                                   |
| ---------------------------------------- | ----------------------------- | ----------------- | --------- | ----------------------------------------- |
| Les données manquantes sont à compléter. |                               |                   |           |                                           |
| mars 2001                                | 2014                          | Gérard Bourgeois  |           |                                           |
| 2014                                     | En cours (au 11 juillet 2020) | Sylvain Bourgeois | UDI       | Technicien Réélu pour le mandat 2020-2026 |

## Population et société

### Démographie
L'évolution du nombre d'habitants est connue à travers les recensements de la population effectués dans la commune depuis 1793. Pour les communes de moins de 10 000 habitants, une enquête de recensement portant sur toute la population est réalisée tous les cinq ans, les populations de référence des années intermédiaires étant quant à elles estimées par interpolation ou extrapolation. Pour la commune, le premier recensement exhaustif entrant dans le cadre du nouveau dispositif a été réalisé en 2006.

En 2022, la commune comptait 224 habitants, en évolution de +9,8 % par rapport à 2016 (Aisne : −1,97 %, France hors Mayotte : +2,11 %).
| 1793 | 1800 | 1806  | 1821  | 1831  | 1836  | 1841  | 1846  | 1851  |
| ---- | ---- | ----- | ----- | ----- | ----- | ----- | ----- | ----- |
| 800  | 864  | 1 054 | 1 031 | 1 086 | 1 098 | 1 047 | 1 036 | 1 047 |

| 1856  | 1861  | 1866  | 1872 | 1876 | 1881 | 1886 | 1891 | 1896 |
| ----- | ----- | ----- | ---- | ---- | ---- | ---- | ---- | ---- |
| 1 061 | 1 029 | 1 016 | 970  | 957  | 850  | 815  | 740  | 685  |

| 1901 | 1906 | 1911 | 1921 | 1926 | 1931 | 1936 | 1946 | 1954 |
| ---- | ---- | ---- | ---- | ---- | ---- | ---- | ---- | ---- |
| 671  | 615  | 587  | 534  | 508  | 456  | 448  | 386  | 356  |

| 1962 | 1968 | 1975 | 1982 | 1990 | 1999 | 2006 | 2011 | 2016 |
| ---- | ---- | ---- | ---- | ---- | ---- | ---- | ---- | ---- |
| 372  | 316  | 254  | 236  | 230  | 213  | 215  | 221  | 204  |

| 2021 | 2022 | - | - | - | - | - | - | - |
| ---- | ---- | - | - | - | - | - | - | - |
| 218  | 224  | - | - | - | - | - | - | - |

## Culture locale et patrimoine

### Lieux et monuments
- Église Saint-Martin, église fortifiée, classée parmi les monuments historiques depuis 1987.

L'église est visitée par des milliers de touristes en particulier des Néerlandais venant voir l'œuvre de leur compatriote. Dans le village et ses hameaux on peut dénombrer une dizaine de maisons habitées, pendant leurs congés, par des Néerlandais.
- Monument aux morts.

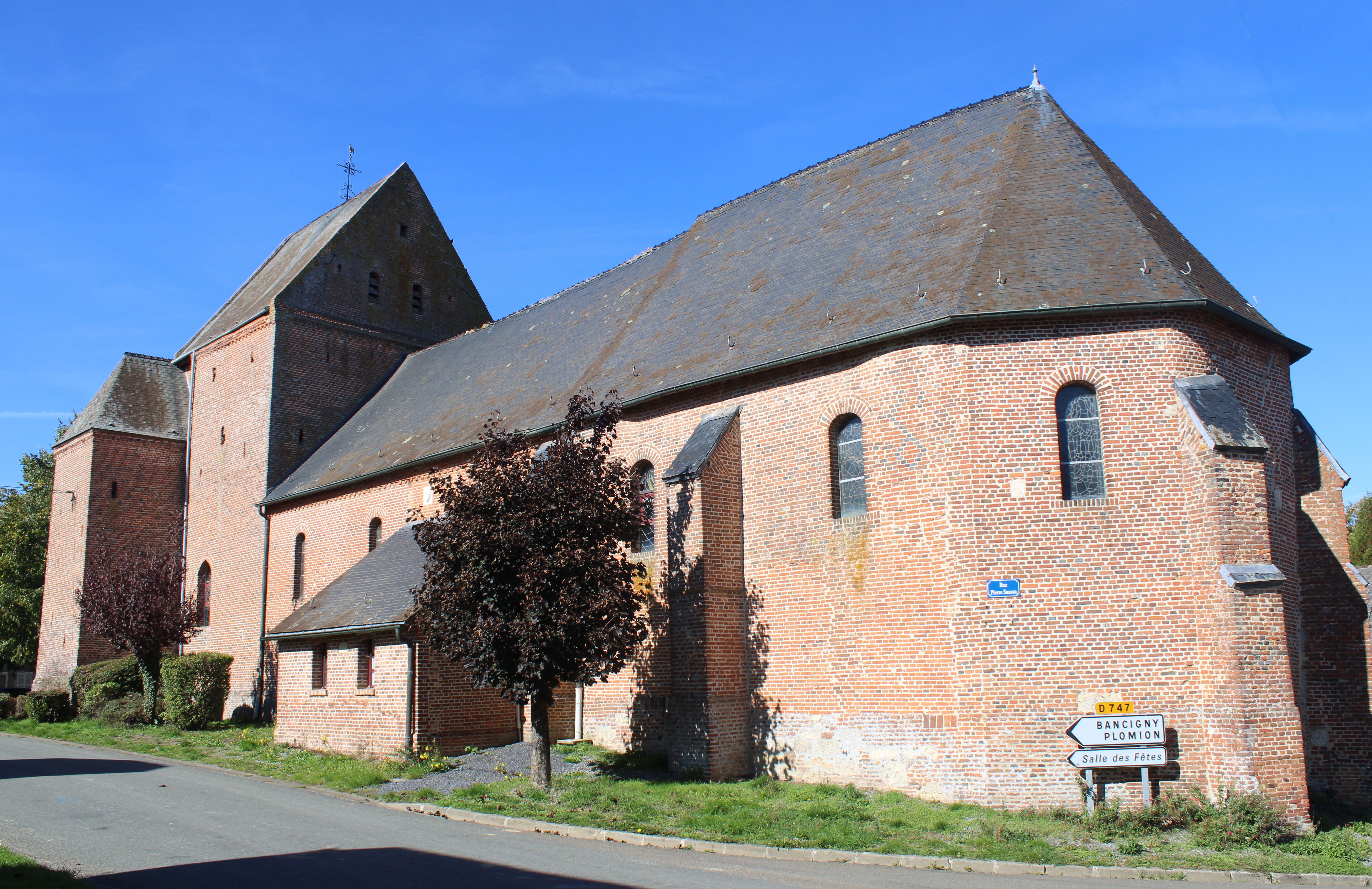
L'église fortifiée Saint-Martin.
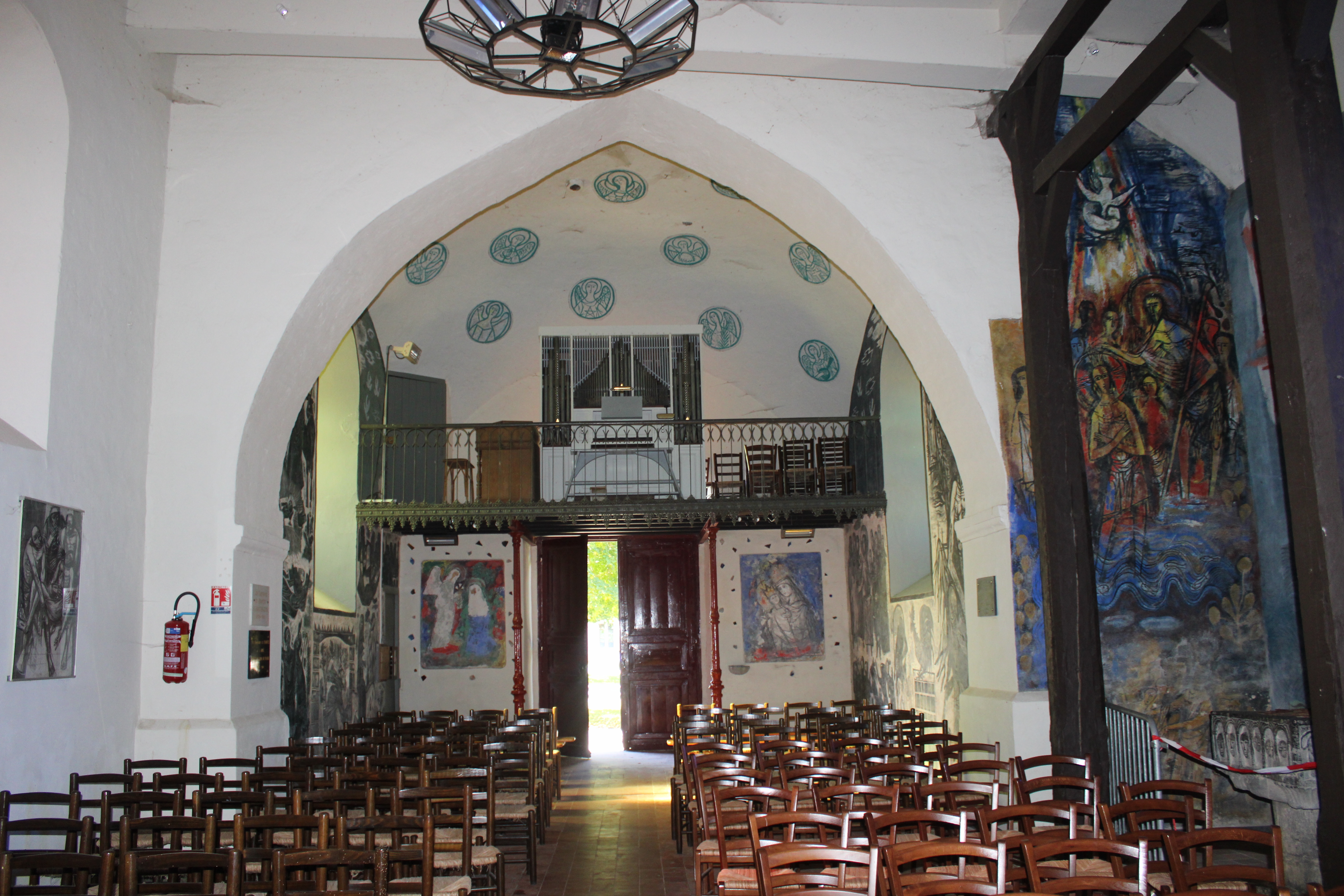
Intérieur de l'église.
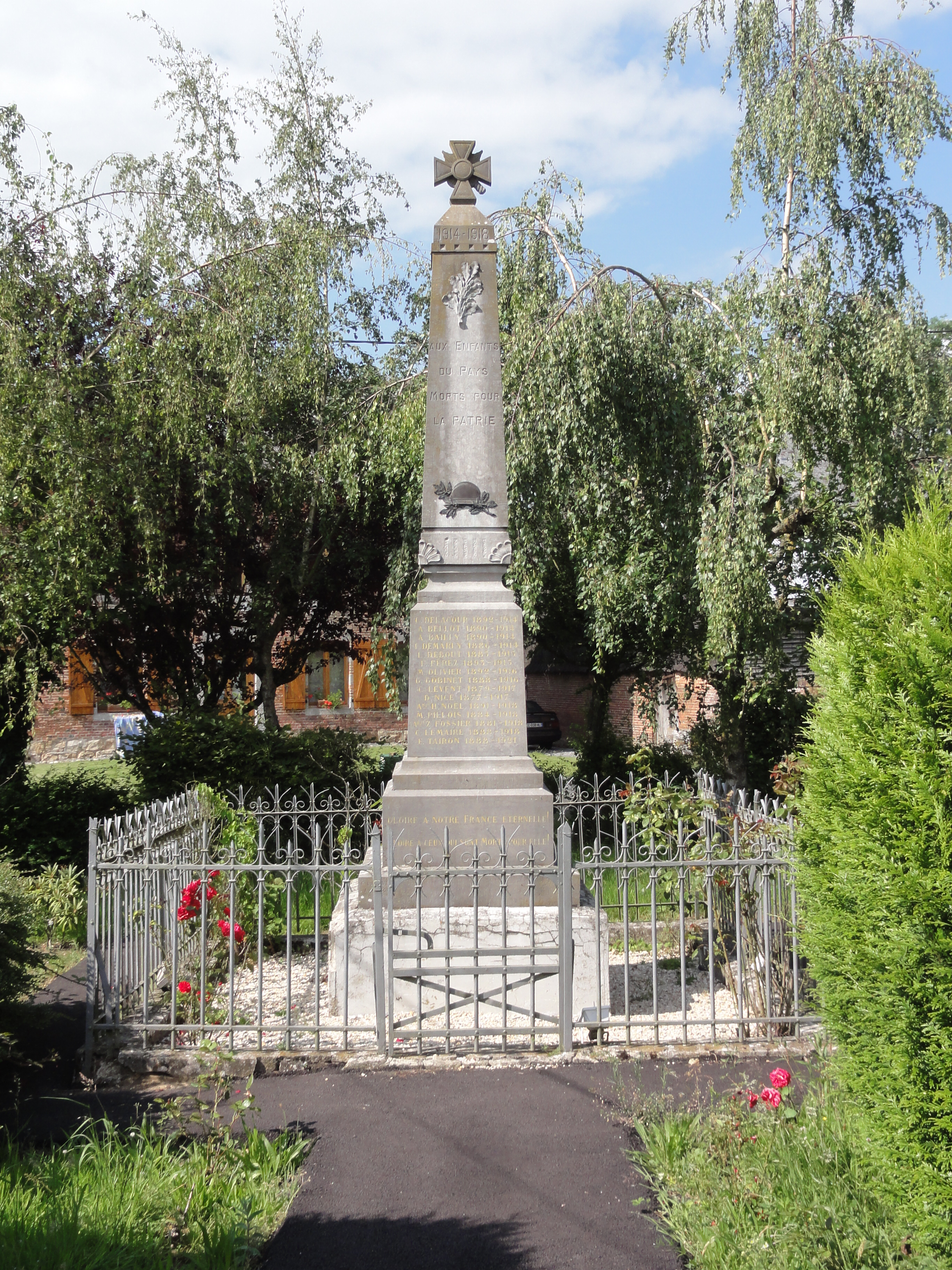
Monument aux morts.
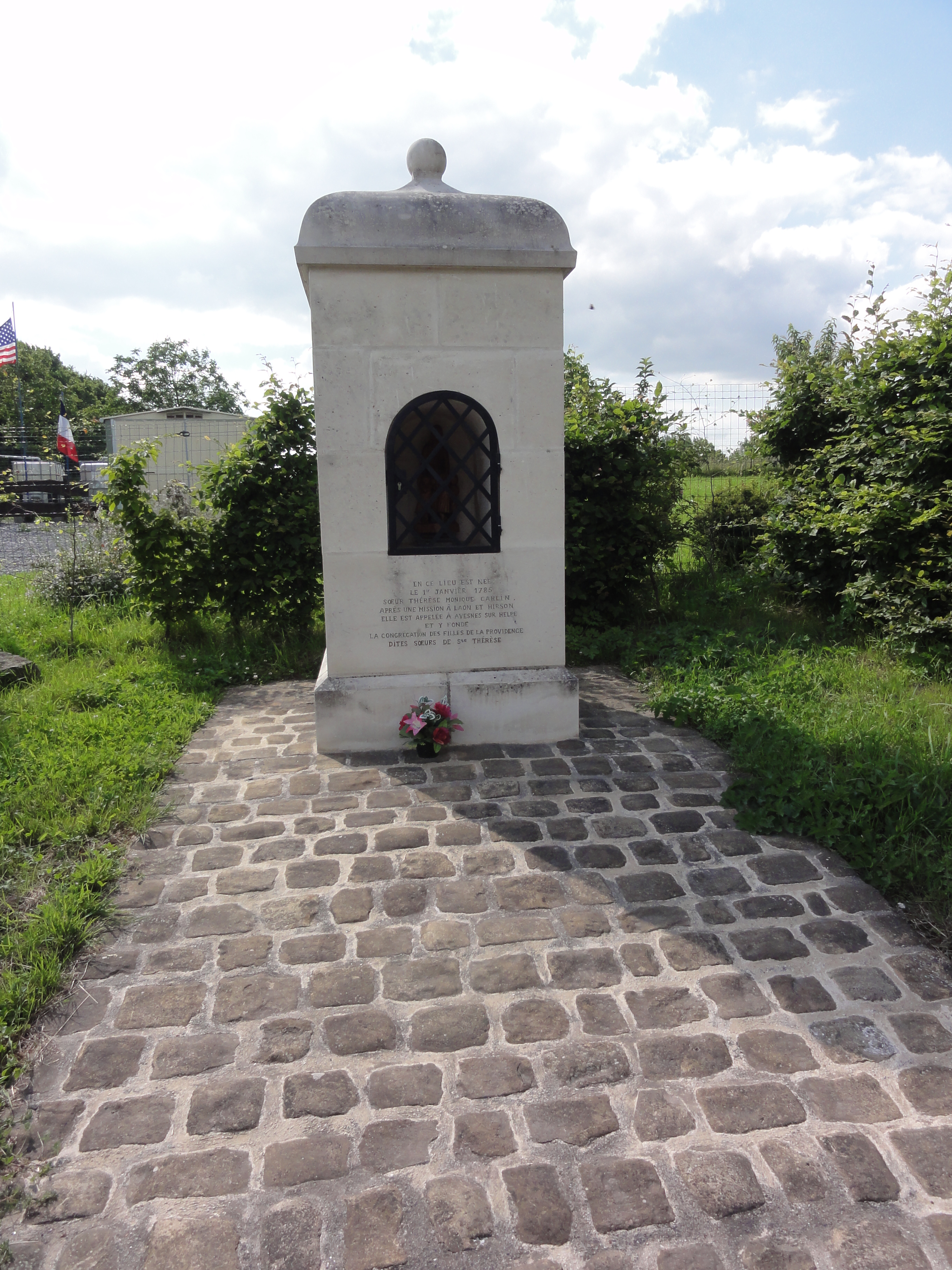
Oratoire commémorative sœur Thérèse Monique Carlin.
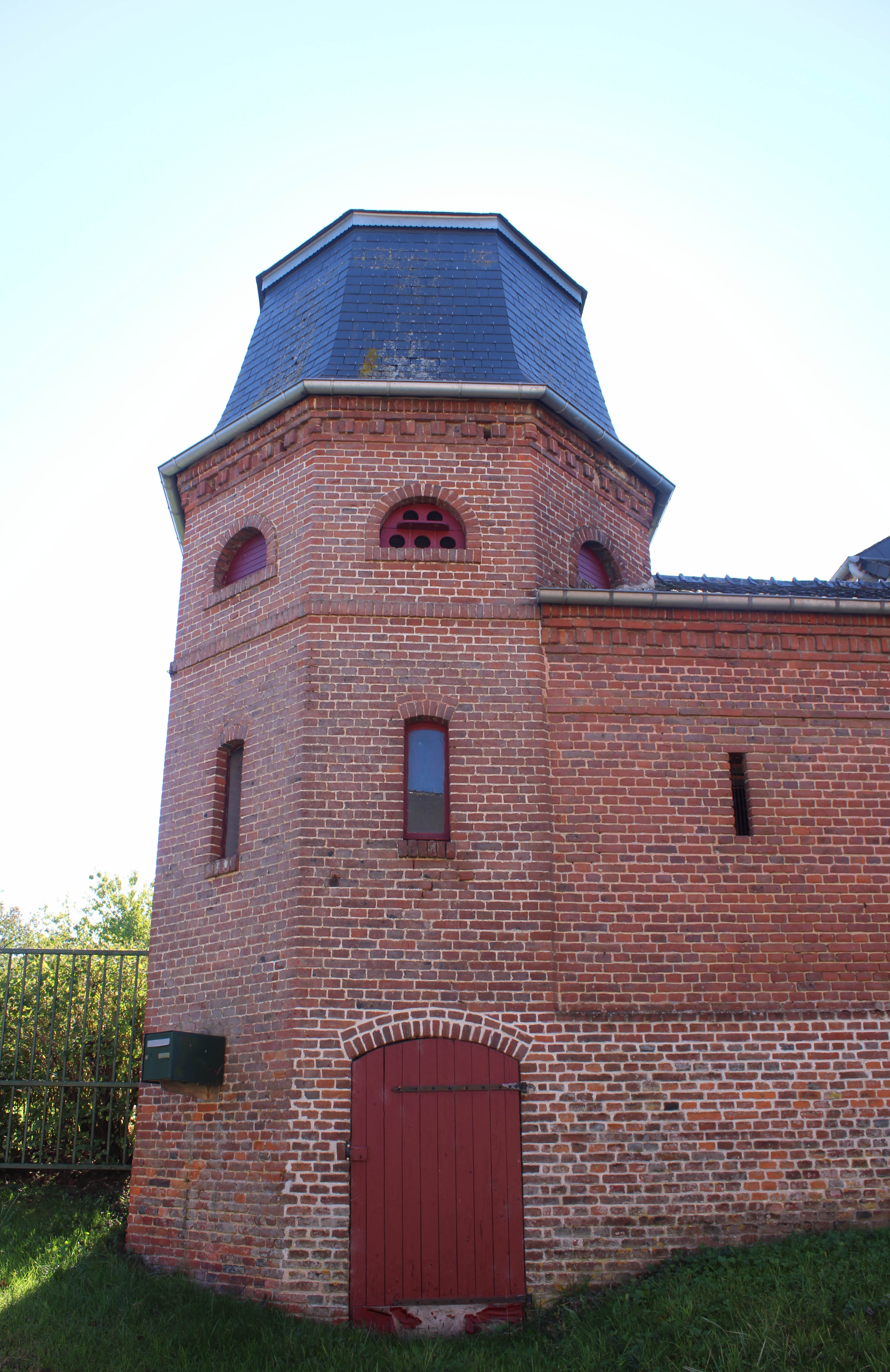
Tour-pigeonnier.

### Cartes postales anciennes

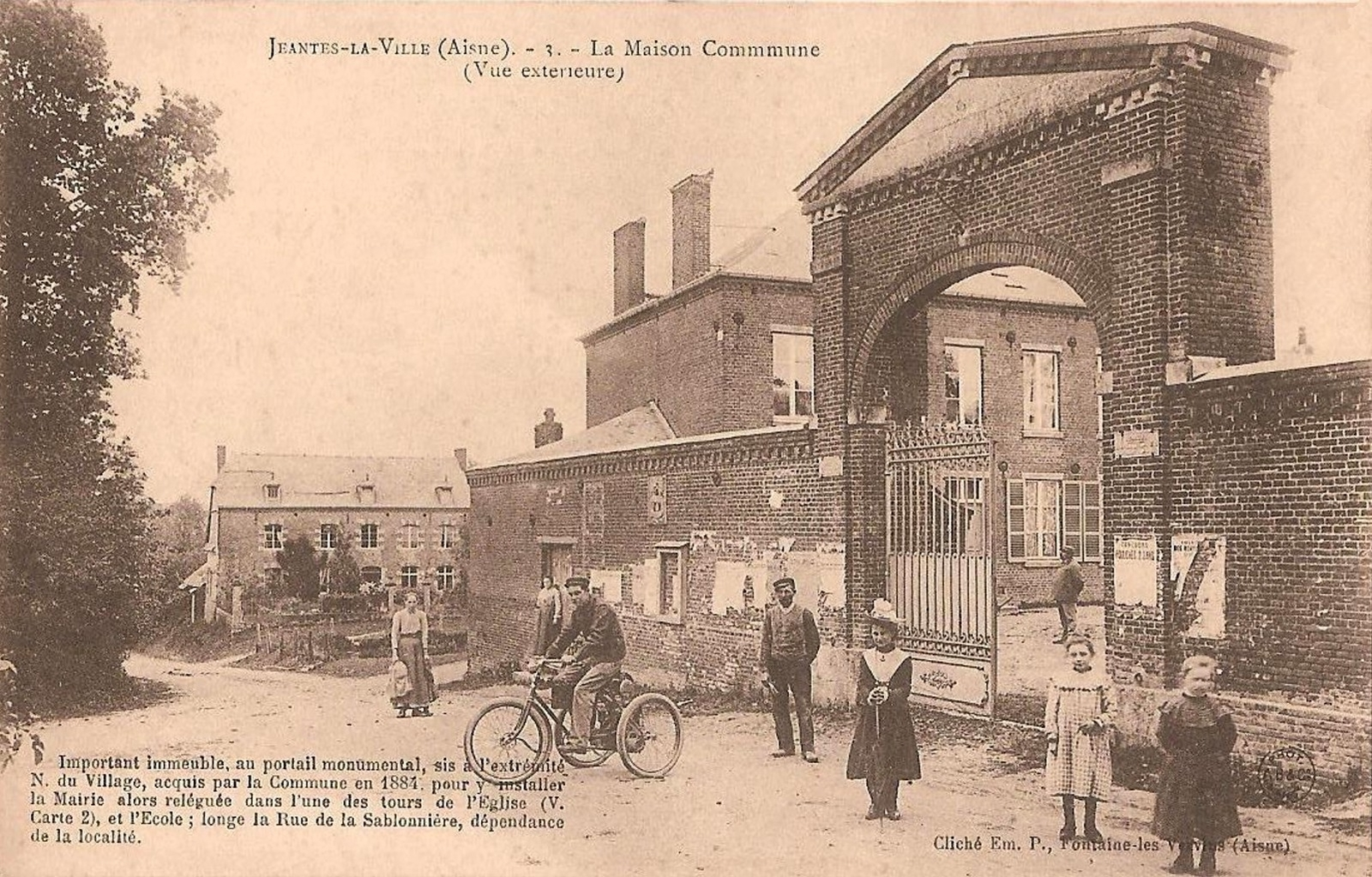
Le portail de la mairie vers 1910.
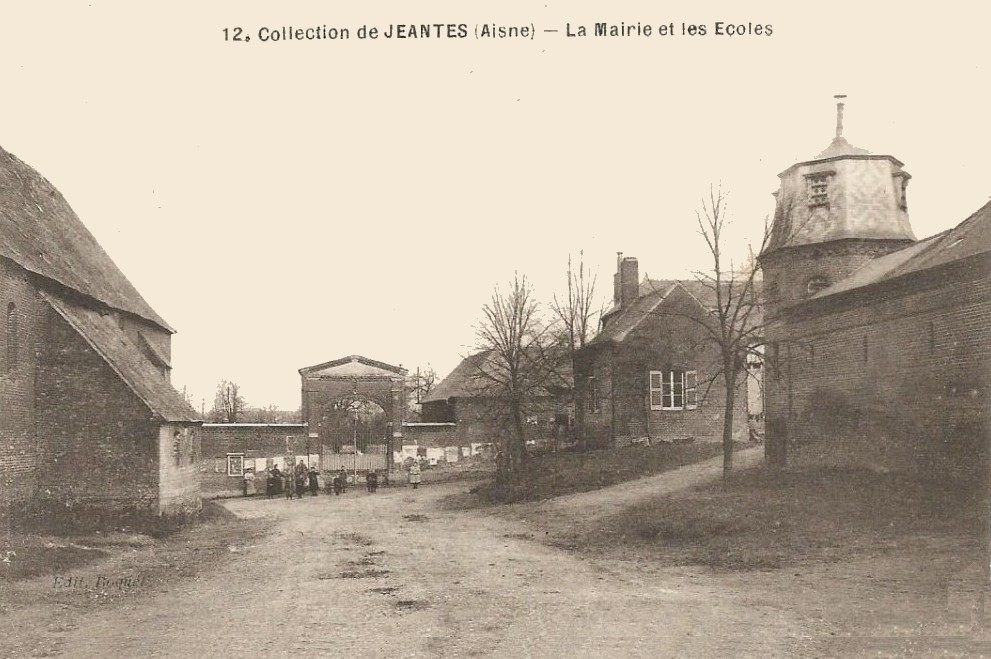
La rue de la mairie vers 1910.
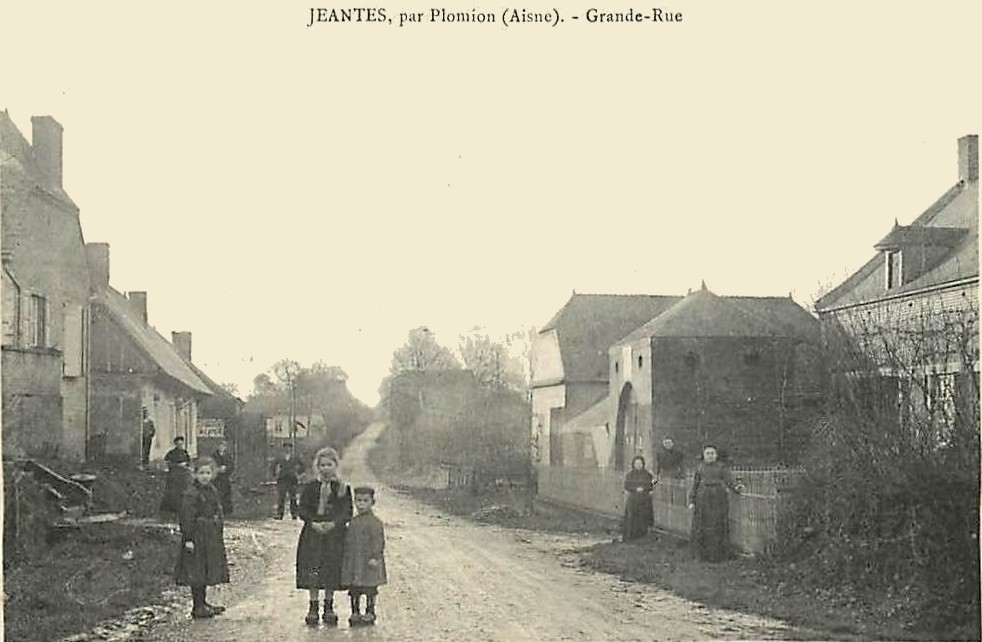
La Grande-Rue vers 1910.
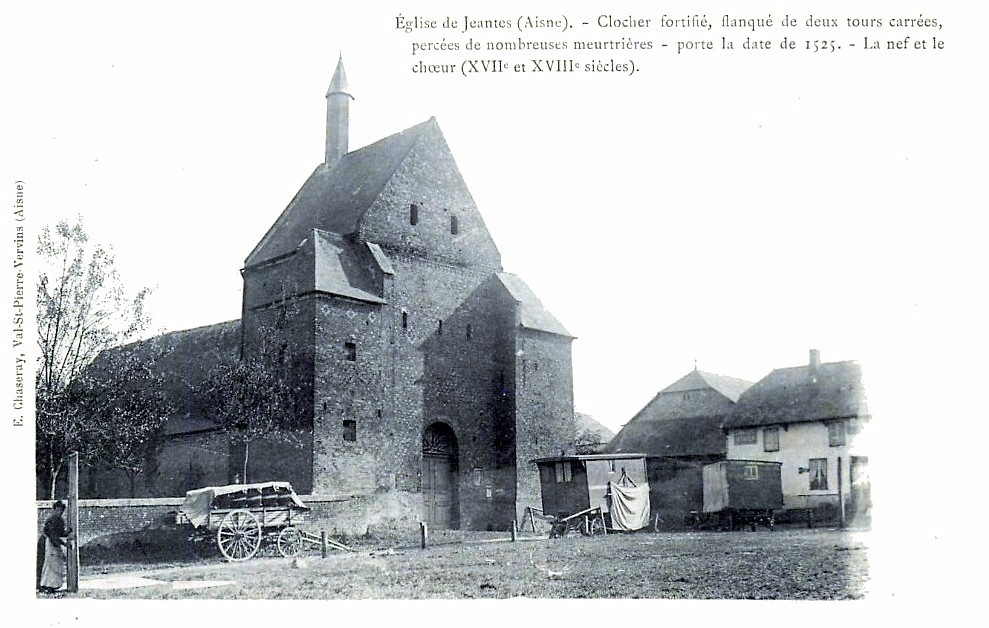
Carte postale de l'église vers 1910.
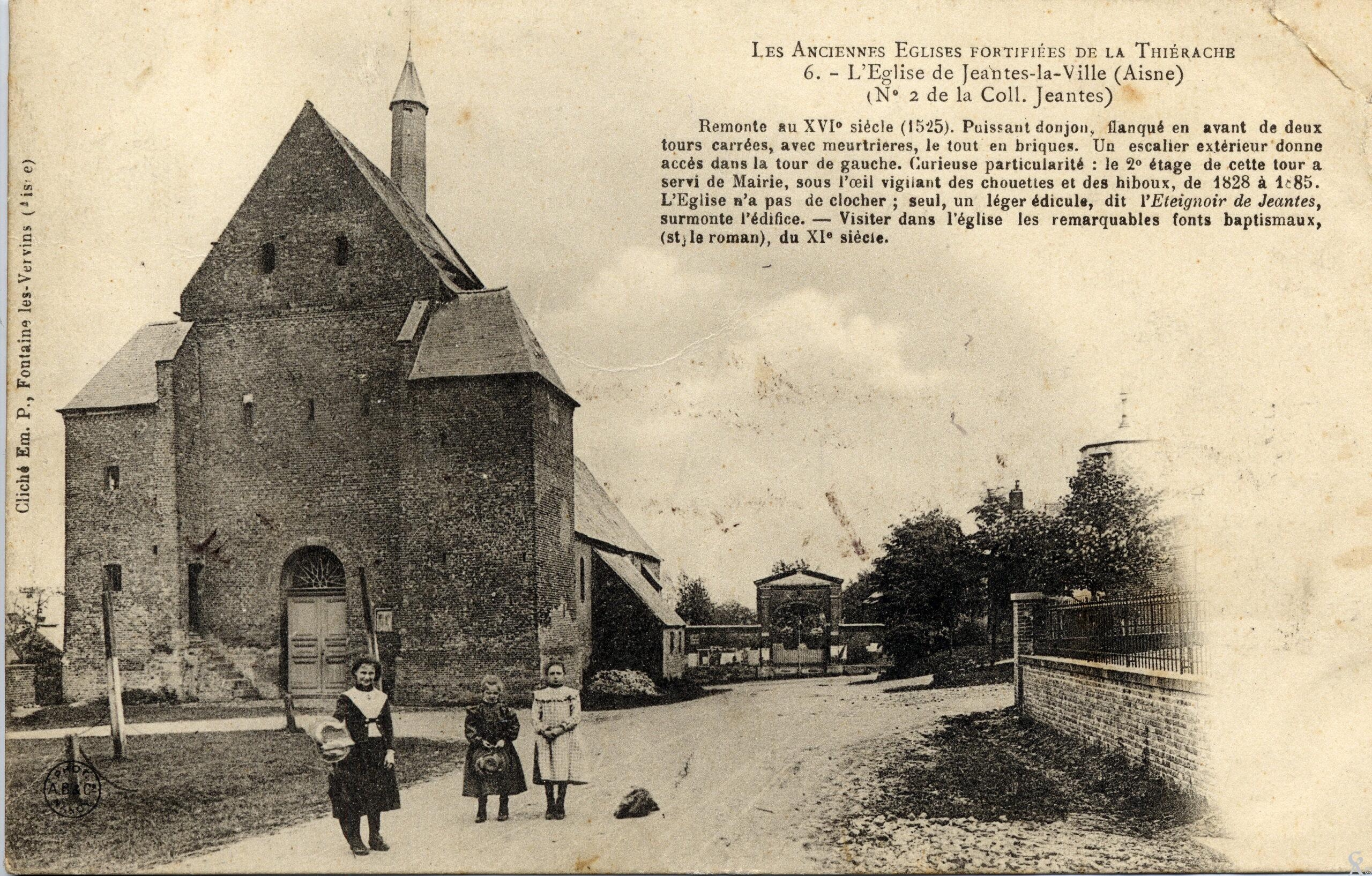
Carte postale de l'église vers 1910: l'édicule qui surplombe la nef a aujourd'hui disparu.

### Personnalités liées à la commune
- François Louis Prudhomme, homme politique né en 1757 à Jeantes (Aisne) et mort en 1826 à Rozoy-sur-Serre.
- Sœur Thérèse Monique Carlin, fondatrice de la congrégation des filles de la Providence.